# Diego de Haedo
Diego de Haedo (Karrantza, ca. 1555 – Zamora, 19 maart 1613) was een Spaans benedictijn uit Biskaje.

## Leven
Van zijn familie en studies is niets bekend, behalve dat hij een gelijknamige oom had, die aartsbisschop van Palermo werd. Zelf trad Haedo op 25 juli 1571 in bij de observante benedictijnen van San Benito el Real in Valladolid. Hij werd in 1593 secretaris van zijn oom op Sicilië en keerde in 1599 terug naar Spanje. Daar werd hij abt van de abdij Nuestra Señora de la Misericordia de Frómista in Palencia (1604-1607) en vervolgens van de San Benito de Zamora (1613). Vlak na deze overplaatsing stierf hij. 
Een jaar voor zijn dood had Haedo te Valladolid een geschiedkundig werk over Algiers gepubliceerd, genaamd Topografía e historia general de Argel. Daarin presenteerde hij zich als mede-auteur van zijn oom, die de tekst zou hebben samengesteld op basis van verschillende getuigenissen door gevangenen van de Barbarijse zeerovers. In werkelijkheid ging het wellicht om een manuscript dat Antonio de Sosa had geschreven en na zijn vrijlating in 1581 had bezorgd aan Haedo senior.

## Publicaties
- Topografía e historia general de Argel (1612)

## Voetnoten
1. ↑  María Antonia Garcés, Cervantes in Algiers. A Captive's Tale, 2002, p. 70

- Biblioteca Nacional de España: XX963208
- Bibliothèque nationale de France: cb12462472t (data)
- Gemeinsame Normdatei: 100154220
- International Standard Name Identifier: 0000 0003 5698 999X
- Library of Congress Control Number: no2002030153
- Nationale Bibliotheek van Israël: 987007293000705171
- Réseau des bibliothèques de Suisse occidentale: 02-A005711100
- Istituto Centrale per il Catalogo Unico: SBNV100215
- Système universitaire de documentation: 033800375
- Virtual International Authority File: 76414081
- WorldCat: E39PCjrQph9VMgKCpmcvPqpgcd